# Reichsmeisterschaft des Sportbundes Schild
Die Reichsmeisterschaft des Sportbundes Schild war eine jüdische Sportveranstaltung (darunter ein Fußballwettbewerb) während der Zeit des Nationalsozialismus. Sie wurde nach der nationalsozialistischen Machtergreifung ins Leben gerufen, als jüdische Sportler zwangsweise aus den Vereinen ausgeschlossen wurden und die beiden jüdischen Sportverbände Makkabi und Schild daraufhin bis 1938 eigene deutsche Meisterschaften austrugen.

## Reichsmeister des Sportbundes Schild
- 1934: JSG 33 Berlin
- 1935: TSV Schild Frankfurt
- 1936: TSV Schild Frankfurt
- 1937: TSV Schild Stuttgart
- 1938: TSV Schild Bochum[1]